# Nolo contendere
Plea of nolo contendere (lat. „ich will nicht [be]streiten“), auch no contest genannt, ist eine prozessbeendende Erklärung des Angeklagten im US-amerikanischen Strafprozessrecht, in der dieser dem Anklagevorwurf nicht mehr entgegentritt, ohne jedoch zugleich einzugestehen, dass er die ihm zur Last gelegte Tat begangen habe. Das plea of nolo contendere steht neben der konsensualen verfahrensbeendigenden Erklärung des guilty plea (Einlassung als schuldig) und führt unmittelbar zur Straffestsetzung durch den Richter, ohne dass eine Jury über die Schuldfrage entscheidet.

## Freiwilligkeit
Im angelsächsischen Recht hat die Wahrheitsfindung im Strafprozess nicht dasselbe Gewicht wie im kontinentaleuropäischen Inquisitionsprozess (§ 244 StPO). Deshalb ist dort weniger der Inhalt eines möglichen Geständnisses als vielmehr die Frage bedeutsam, inwieweit das abgegebene plea of nolo contendere im Einklang mit dem rechtsstaatlichen Selbstbezichtigungsverbot steht.
Mit den Auswirkungen der angedrohten Todesstrafe auf die Freiwilligkeit des guilty plea beschäftigte sich der US Supreme Court in der Entscheidung North Carolina v. Alford von 1970. Der Angeklagte Henry C. Alford hatte lediglich erklärt, dem Anklagevorwurf nicht mehr entgegenzutreten, jedoch ohne zugleich einzugestehen, dass er die ihm zur Last gelegte Tat begangen habe. Der Supreme Court hielt an seiner vorherigen Rechtsprechung fest, wonach die Angst vor der Todesstrafe für sich allein nicht ausreiche, um die Freiwilligkeit des guilty plea in Frage zu stellen, solange der Angeklagte sich frei und vernünftig für eine der verschiedenen zur Verfügung stehenden Verhaltensalternativen entschließe. Dies gelte umso mehr, wenn der Angeklagte dem Rat seines Strafverteidigers folge. Der Supreme Court erläuterte ferner, dass das plea of nolo contendere jedoch nicht nur freiwillig und vernünftig sein soll, sondern darüber hinaus auch auf einer „starken Tatsachengrundlage“ (strong factual basis) basieren müsse. Soweit in dem entschiedenen Fall die gegen den Angeklagten vorhandenen Beweismittel den Anklagevorwurf wegen Mordes ausreichend stützten, war es dem Gericht gestattet, die Vernünftigkeit der Entscheidung von Alford anzunehmen. Nach der Mindermeinung von William Joseph Brennan habe Alford das plea of nolo contendere jedoch nicht freiwillig abgegeben, weil seine Einlassung durch die Angst vor der drohenden Todesstrafe ausgelöst worden sei.
Ob ein Plea of nolo contendere überhaupt möglich ist und von welchen Voraussetzungen es im Übrigen abhängt, richtet sich nach den verschiedenen Prozessrechten. Die Federal Rules of Criminal Procedure setzen etwa die Zustimmung des Gerichts voraus. Bevor es die Zustimmung erteilt, hat es insbesondere die Ansichten der Parteien und das öffentliche Interesse an der Strafverfolgung zu berücksichtigen.

## Prozessuale Folgen
Der unmittelbare Effekt einer nolo-contendere-Einlassung ist derselbe wie bei einem guilty plea: Da der Angeklagte gerade darauf verzichtet, sich gegen die Vorwürfe der Anklage zu verteidigen, kann er verurteilt werden. Das Strafmaß fällt jedoch geringer aus als bei einer streitigen Entscheidung.
Je nach anwendbarem Prozessrecht hat eine nolo-contendere-Einlassung jedoch in folgenden Zivil- und Strafverfahren andere Auswirkungen als ein guilty plea. So hat in einigen Staaten ein Strafurteil, das wegen eines plea of nolo contendere erging, keine Bindungswirkung für spätere Zivilprozesse. In einem solchen Prozess müssten dann etwa die vorgetragenen haftungsbegründenden Tatsachen erneut bewiesen werden. Auch erlauben etwa die Federal Rules of Evidence grundsätzlich nicht die Verwertung von Aussagen von Zeugen vom Hörensagen. Eine mögliche Ausnahme hiervon betrifft Aussagen über eine strafrechtliche Verurteilung, jedoch nicht, wenn diese aufgrund von nolo contendere erfolgte.
Je nach Staat wird ein nolo contendere weder als relevante Vorstrafe noch bei der Strafzumessung später begangener, weiterer Taten berücksichtigt (vgl. Three Strikes).